# Drehriegelverschluss

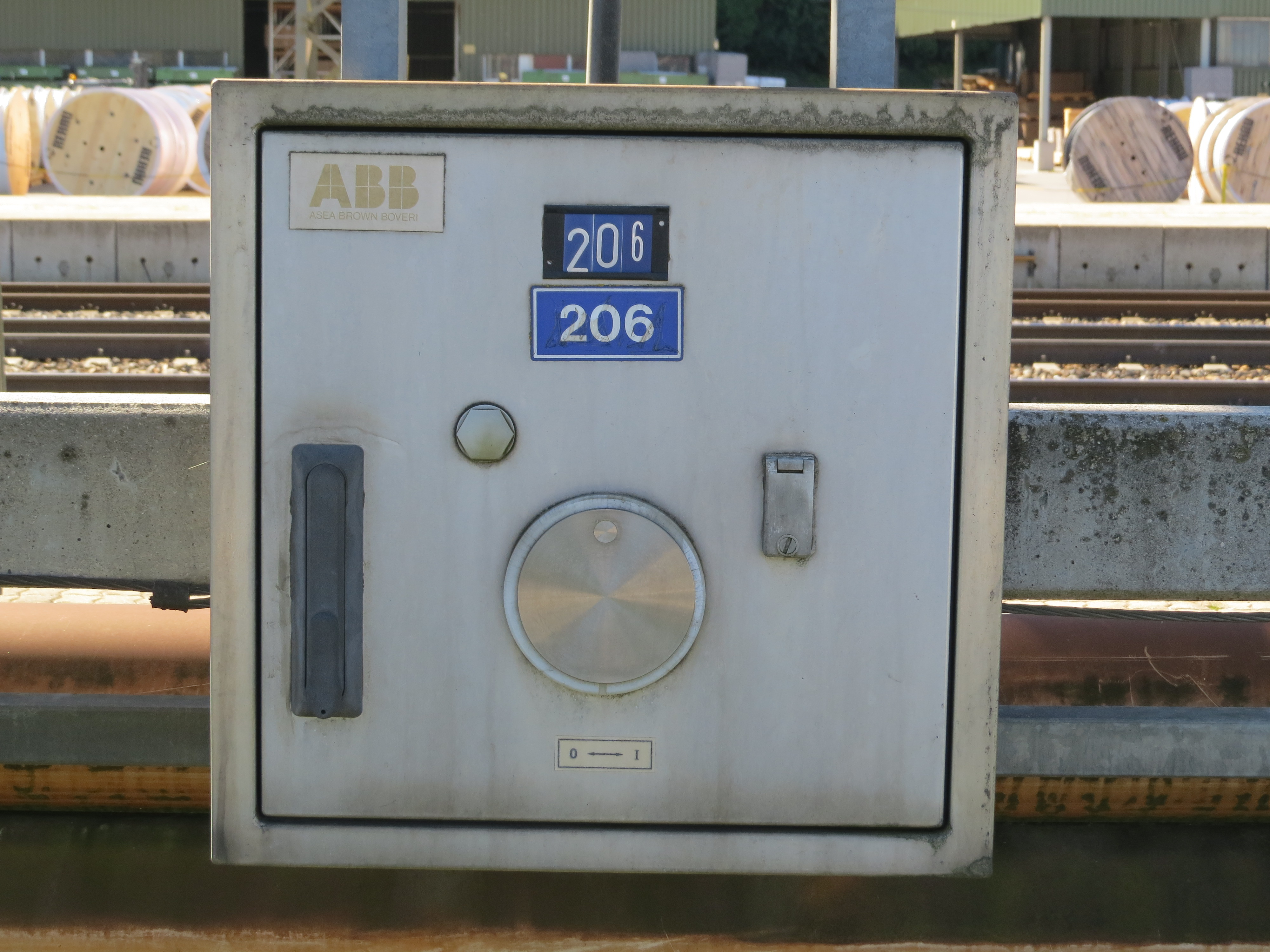
Ein Schaltschrank mit Drehriegelverschluss (schwarzer Hebel links)

Ein Drehriegelverschluss (oder auch Schwenkhebelverschluss / Schwenkhebel, englisch Swinghandle) ist ein Verschlusssystem von Industrie Schränken oder Anlagen. Er findet häufig Verwendung bei Server- und Schaltschränken.  Er ist einem gewöhnlichen Drehriegel ähnlich, aber mit einem verlängerten Hebel ausgestattet. So kann man ein viel größeres Drehmoment erzielen, wenn höhere Kräfte erforderlich sind. Das kann zum Beispiel beim Anpressen der zu schließenden Türen an Dichtungen sein.
Häufig wird der Drehriegelverschluss mit einem Schließzylinder kombiniert um die Anlage vor unbefugtem Öffnen zu schützen.

## Anwendungen
Drehriegelverschlüsse werden zum Beispiel verwendet für:
- Verteilerschränke
- Außengehäuse mit Schutzklasse IP65 oder höher
- Serverschränke

## Normen
- DIN 43668 (Rack Serverschränke)
- DIN EN 60529 / IEC 60529 (IP Schutzarten bei Aufklappbaren Gehäusen)